# Canva
Canva（中國大陸版譯可画），是可用於創建社群媒體圖形、簡報、海報、文檔和其他視覺內容的平面設計平台，提供設計模板予用戶使用，該平台為免費使用，但同時提供Canva for Enterprise和Canva Pro等付費訂閱方案以開通額外功能，用戶亦可付費列印和運輸實物產品。
2020年6月，Canva籌集了6,000萬澳洲元，此時估值為60億澳洲元，幾乎為2019年的兩倍。

## 歷史
Canva由澳洲創業家梅蘭妮·帕金斯、克里夫·歐布雷特（Clifford Obrecht）和技術專家卡梅隆數於營運首年達75萬。2014年4月，市場行銷、風險投資家蓋伊·川崎加入該公司擔任「首席傳教士」（chief evangelist）。2015年推出Canva for Work，其著重於市場營銷的素材。2017年，Canva實現營利，付費用戶達29.4萬。
2018年1月，帕金斯宣布獲得美國風險投資公司紅杉資本、黑鳥風險投資（Blackbird Ventures）和法利思創投（Felicis Ventures）增資4,000萬澳大利亚元，公司估值達10億澳洲元。
2019年5月，Canva因安全漏洞而遭受駭客攻擊，共計有1.39億的用戶資料外洩，被公開的資料包括用戶真實姓名、用戶名、電子郵件地址和地理訊息，以及部分用戶密碼的雜湊。Canva隨後從技術角度處理漏洞的做法受到讚揚，但其因事發後寄給用戶的電子郵件而被批評，該郵件淡化詳細訊息（該公司所犯錯誤），試圖用自我吹捧的宣傳手法掩蓋。
同月，Canva再獲得創投公司General Catalyst、Bond，以及原有的黑鳥風險投資和法利思創投7,000萬澳洲元的增資，公司估值達25億澳洲元。
2019年10月，Canva宣布增資8,500萬澳洲元，估值達32億澳洲元，並推出企業版服務。同年12月，該平台宣布向學校和其他教育機構推出免費服務Canva for Education，旨在促進學生和教師的交流。2020年6月，該平台宣布與印刷公司聯邦快遞金考合作，次月再與辦公用品公司歐迪辦公合作。截至2020年6月，Canva的公司估值已升至60億澳洲元。
2021年9月，Canva估值增加至550億澳洲元（約400億美元）。同年，聯合創辦人帕金斯和歐布雷特宣布計畫捐出公司約30％資產予慈善機構。

## 收購
2018年，Canva以未公開的價格收購簡報新創公司Zeetings，成為該平台擴張其簡報設計領域的一部分。
2019年5月，Canva宣布收購兩家總部位於德國的免費圖片網站Pixabay和Pexels，使平台用戶得以使用其圖片進行設計。
2021年2月，Canva收購奧地利Kaleido.ai及捷克Smartmockups兩家新創公司，前者提供影像去背服務；後者則提供模板生成、編排的功能。
2024年3月，Canva收购英国公司Serif，后者为图形设计软件Affinity系列的开发商，收购价约为3.8亿美元。

## 所获荣誉
2020年8月4日，《苏州高新区·2020胡润全球独角兽榜》发布，Canva排名第108名。
2020年，Canva中国获得《中国广告》“年度技术创新品牌”大奖。

## 外部連結
- Canva官方網站